# Liste der Monuments historiques in Oigny (Côte-d’Or)
Die Liste der Monuments historiques in Oigny führt die Monuments historiques in der französischen Gemeinde Oigny auf.

## Liste der Immobilien
| Bezeichnung              | Beschreibung | Standort | Kennzeichnung | Schutzstatus | Datum | Bild           |
| ------------------------ | --- | -------- | ------------- | ------------ | ----- | -------------- |
| Abtei Notre-Dame d’Oigny | 1106 gegründetes Kloster, nach der Französischen Revolution aufgehoben und als Nationalgut verkauft; Gebäudebestand vom 13. bis zum 17. Jahrhundert | (Lage)   | PA00112578    | Inscrit      | 1990  | weitere Bilder |